# Scolecophidia
Infra-ordre
Les Scolecophidia, ou serpents aveugles, sont un infra-ordre de squamates. Il est restreint à la super-famille des Typhlopoidea.

## Liste des familles
- Anomalepididae Taylor, 1939
- Gerrhopilidae Vidal, Wynn, Donnellan & Hedges, 2010
- Leptotyphlopidae Stejneger, 1892
- Typhlopidae Merrem, 1820
- Xenotyphlopidae Vidal, Vences, Branch & Hedges, 2010

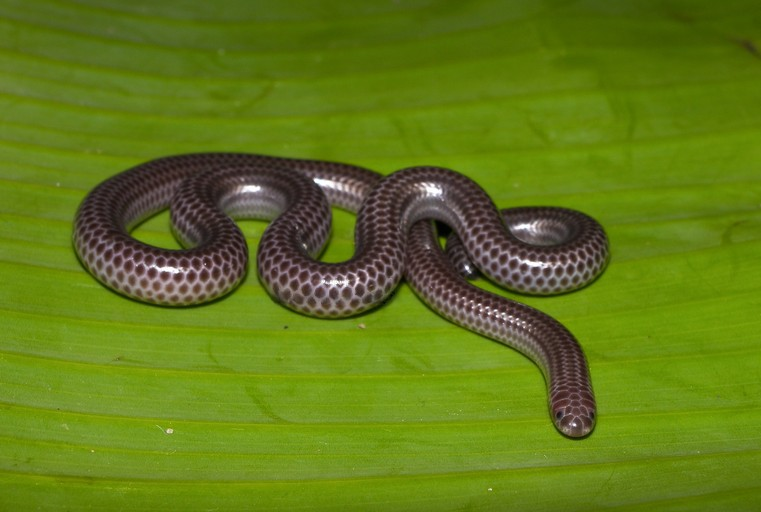
Leptotyphlops macrolepis, un Leptotyphlopidae
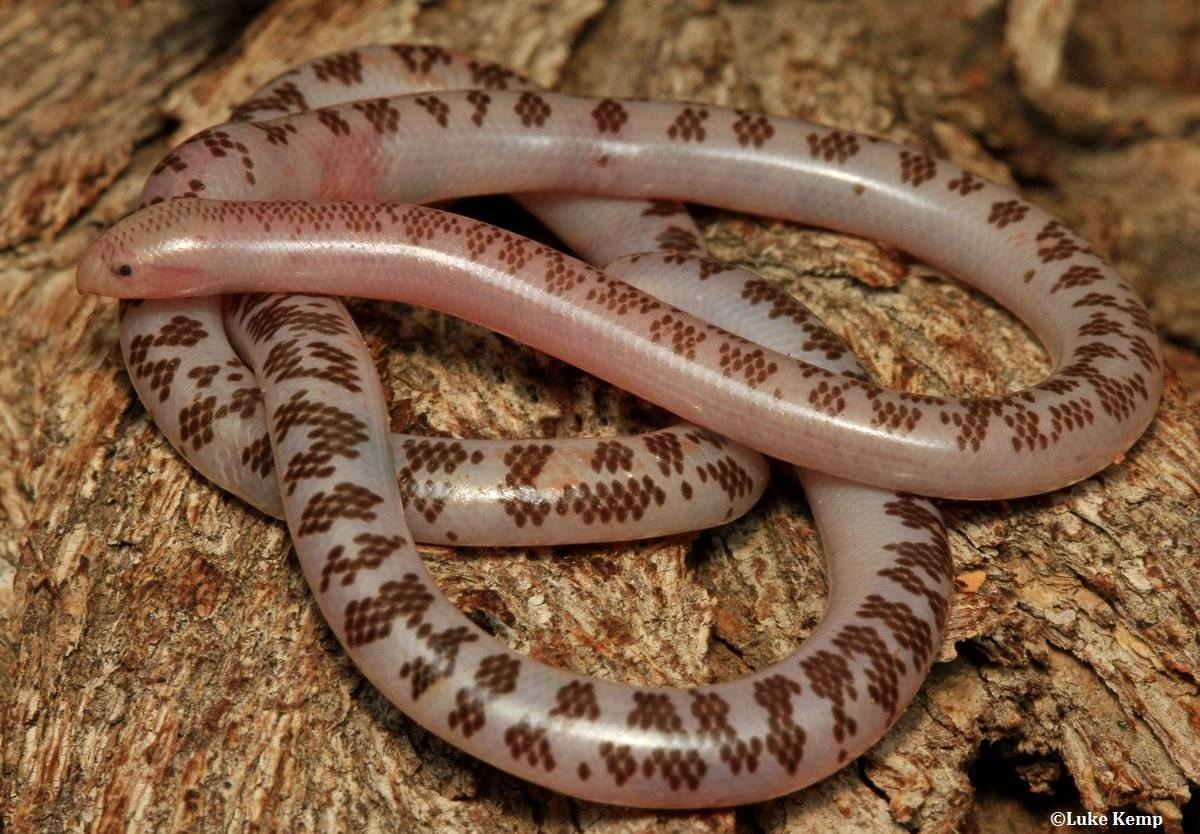
Rhinotyphlops schinzi, un Typhlopidae

## Publication originale
- Cope, 1864 : On the Characters of the higher Groups of REPTILIA SQUAMATA — and especially of the DIPLOGLOSSA. Proceedings of the Academy of Natural Sciences of Philadelphia, vol. 1864, p. 224-231 (texte intégral)